# Adonal Foyle
Adonal David Foyle (* 9. März 1975 in Canouan, St. Vincent und die Grenadinen) ist ein ehemaliger Basketballspieler aus St. Vincent und die Grenadinen, der in der NBA aktiv war. Seit 2007 hat er zudem die US-amerikanische Staatsbürgerschaft.

## NBA
Foyle kam mit 15 Jahren in die USA und spielte sowohl für eine amerikanische High School als auch für die amerikanische Colgate University. Er wurde bei der NBA-Draft 1997 an achter Stelle von den Golden State Warriors ausgewählt. Für diese spielte er zehn Jahre. Foyle galt als offensiv limitierter Spieler, der aber dafür zu verteidigen wusste. Er gehörte zu den besten Shotblockern der NBA. Sein Karriereschnitt liegt bei 1,6 pro Spiel. 2007 wurde er von den Warriors entlassen und kurz darauf von den Orlando Magic verpflichtet. 2009 wurde er zu den Memphis Grizzlies transferiert und nach einem Spiel entlassen. Er wurde von den Magic wiederverpflichtet, absolvierte jedoch aufgrund einer Knieverletzung kein Spiel mehr. Nach seiner Karriere war Foyle zwischen 2010 und 2012 bei den Magic als Leiter für die Spielerentwicklung zuständig.

## Sonstiges
1999 schloss Foyle ein Studium der Geschichte ab.